# Capitalism
Capitalism è un videogioco gestionale pubblicato nel 1995 dalla Interactive Magic, sviluppato dalla Enlight per Macintosh e MS-DOS e progettato da Trevor Chan.
Lo scopo del gioco è diventare il capo d'affari più ricco del mondo, competendo in tanti diversi mercati contro un certo numero di corporazioni differenti. Il giocatore veste i panni di un capo esecutivo per impedire una bancarotta o l'acquisto da parte di un competitore.
Il 1° gennaio 1996 la Brøderbund pubblicò Capitalism Plus, una versione più avanzata con mappe mondiali, più prodotti e migliori capacità gestionali. Nel 2001 è invece uscito un sequel intitolato Capitalism II in 2001. La versione espansa di Capitalism II, chiamata Capitalism Lab, è invece uscita il 14 dicembre 2012.

## Modalità di gioco
Capitalism comprende le modalità Gioco Libero e Scenario: la prima consente al giocatore di partire da zero, mentre la seconda lo impone di iniziare da qualche situazione iniziale e superare certi obiettivi. In ogni nuova partita, il giocatore comincia con un capitale iniziale che può raggiungere i $200,000,000. Ogni negozio posseduto dal giocatore può accumulare fino a quattro oggetti diversi. Dato che questo simula anche il mondo reale, è importante tenere conto i costi di proprietà, la richiesta dei prodotti, le forniture e la competizione per il possesso del negozio. Il giocatore può costruire vari edifici tra cui negozi dipartimentali, fattorie, miniere, petroliere e falegnamerie. Ovviamente, è possibile anche ricercare delle tecnologie per sbloccare nuovi prodotti o migliorarne la qualità e anche il valore, il tutto grazie al sistema Ricerca e Sviluppo, (Research and Development, R&D).
Il gioco include 17 scenari, ognuno con i propri obiettivi principali prefissati e le proprie condizioni iniziali; in genere, questi scenari sono piuttosto difficili in quanto gli avversari hanno spesso dei vantaggi iniziali.
Fortunatamente, sono incluse anche varie caratteristiche che rendono meno complicata la situazione. Per esempio, dal menu principale è possibile scegliere "Avvio Rapido" e poi eseguire uno degli otto scenari istruttivi per imparare le regole del gioco, cosa molto utile per introdurre i neofiti nei concetti e nel gameplay di base. Inoltre, è presente una "libreria" di layout, che si applicano per tutti i tipi di edifici disponibili nel gioco; tale "libreria" permette al giocatore di salvare dei piani layout usati in precedenza come registro nella "libreria" stessa e poi applicarli agli edifici, in modo da risparmiarsi tempo e fatica nel creare nuovi piani layout o ripeterne di esistenti.

## Accoglienza
| Testata              | Giudizio |
| -------------------- | -------- |
| Next Generation      | [ 4 ]    |
| MacUser              | [ 5 ]    |
| Computer Game Review | 87/86/87 |

Il gioco, insieme all'espansione Capitalism Plus, ha venduto 150,000 copie nel 2000.
Poco dopo l'uscita di Capitalism ne 1995, una recensione Next Generation ha commentato: "Il gioco è complesso, ma non fatevi ingannare dal manuale grande come un romanzo. Sulle prime sarà pesante, ma questo è uno di quei simulatori che giocherete per ore senza neanche accorgervene." La recensione si è conclusa con un punteggio di 4 stelle su 5. Capitalism è apparso anche su The Discovery Channel e CNBC-TV Cable.

## Capitalism Plus
Capitalism Plus è una versione più avanzata del gioco originale. Uscito il 1 gennaio 1996 e pubblicato dalla Brøderbund esclusivamente per Windows 95, l'espansione è compatibile per Windows XP e Windows Vista, e aggiunge mappe mondiali, nuovi prodotto e maggiori capacità di gestione, oltre alle grafiche SVGA aggiornate, più mercati da possedere e dominare, eventi casuali tra cui rivolte, malattie e scoperte tecnologiche, e soprattutto un programma editor di mappe e scenari, che permette anche di configurare prodotti, industrie, obiettivi e altri oggetti e caratteristiche.